# مريض المملكة المتحدة
مريض المملكة المتحدة هو موقع ويب أنشئ في 1997، يقع مقره الرئيسي في المملكة المتحدة، ومحتواه الأساسي حول صحة.

## وصلات خارجية
- الموقع الرسمي